# Yong Peng
Yong Peng is een stad en gemeente (majlis daerah; district council) in de Maleisische deelstaat Johor.
De gemeente telt 53.000 inwoners.